# Bartłomiej Nawrat
Bartłomiej Nawrat (ur. 15 lipca 1984 w Zabrzu) – polski futsalista, występujący na pozycji bramkarza, były reprezentant kraju, od 2014 r. zawodnik Rekordu Bielsko-Biała. Wcześniej gracz Wisły Krakbet Kraków, FC Nova Katowice, P.A. Nova Gliwice i Jango Mysłowice. Dwukrotny mistrz Polski (2007/08 z P.A. Nova i 2012/13 z Wisłą) oraz dwukrotny zdobywca Pucharu Polski (2006/07 z Jango i 2010/11 z Wisłą). Rekordzista pod względem liczby występów w seniorskiej reprezentacji Polski (161 meczów) i uczestnik mistrzostw Europy 2022.
Do kadry narodowej po raz pierwszy powołany został we wrześniu 2006 r. na Turniej Państw Wyszehradzkich w Kielcach, ale całą imprezę przesiedział na ławce rezerwowych. W reprezentacji zadebiutował trzy tygodnie później – 23 października 2006 w Krośnie, w wygranym 16:0 towarzyskim meczu przeciwko Anglii, co pozostaje najwyższym zwycięstwem „biało-czerwonych” w oficjalnych spotkaniach międzypaństwowych. Ostatni pojedynek w reprezentacji rozegrał 6 listopada 2024 w Opolu, w zremisowanej 1:1 towarzyskiej potyczce ze Słowenią.